# Mariska Veres
Mariska Veres, född Maria Elisabeth Ender 1 oktober 1947 i Haag, Nederländerna, död 2 december 2006 i Haag, Nederländerna, var en nederländsk sångerska, mest känd som medlem i gruppen Shocking Blue. Veres uppträdde med sotad ögon-makeup och svallande långt hår (peruk).
Hennes far, Lajos Veres, var en ungersk zigenarmusiker (violinist); hennes mor föddes i Tyskland av tysk-franska föräldrar.
Mariska Veres sångkarriär började 1963 med gitarrgruppen Les Mysteres. Hon var därefter med i att antal grupper innan hon 1968 erbjöds att börja i Shocking Blue. År 1969/1970 fick gruppen sitt internationella genombrott med låten "Venus". 
Shocking Blue splittrades år 1974; därefter fortsatte Veres en solokarriär innan gruppen återförenades år 1984. År 1993 anslöt sig Veres till jazzgruppen The Shocking Jazz Quintet. Mellan åren 1993 och 2006 framträdde hon i ännu en upplaga av Shocking Blue.
Veres avled i gallblåsecancer, 59 år gammal, endast tre veckor efter att sjukdomen upptäcktes.

## Diskografi

### Solosinglar
- 1975 "Take Me High/I Am Loving You" (Pink Elephant, Polydor, Decca)
- 1976 "Tell It Like It Is/Wait Till' I Get Back To You" (Pink Elephant, Polydor)
- 1976 "Loving you/You Showed Me How" (Pink Elephant)
- 1977 "Little By Little/Help The Country" (Pink Elephant)
- 1978 "Too Young/You Don't Have To Know" (Seramble)
- 1978 "Bye Bye To Romance/It's A Long Hard Road" (CNR)
- 1980 "Looking out for number one/So Sad Without You" (CNR)
- 1982 "Wake Up City/In The Name Of Love" (EMI Records)

### Album
- 1993 Shocking You (Red Bullet) album av Mariska Veres Shocking Jazz Quintet
- 2003 Gipsy Heart (Red Bullet) album av Mariska Veres & Ensemble Andrei Serban